# Cicchetto
Il cicchetto, conosciuto anche col termine inglese shot, è un tipo di bicchiere.

## Caratteristiche
È un bicchiere molto piccolo e compatto atto a contenere solo distillati o liquori senza aggiunta di altro. La capacità in volume (comunque variabile) è approssimativamente da 35-50 ml. Viene tipicamente utilizzato per bere distillati, o comunque alcolici di medio-alta gradazione, a glò, alla goccia, o meglio, 'alla calata', ossia tutto d'un fiato.

## Storia
In Italia il cicchetto viene usato da oltre 200 anni, ed è molto popolare in locande per l'assaggio della grappa. Il bicchiere con vetro spesso nacque negli Stati Uniti durante il Proibizionismo, mentre la definizione Shot glass o Shotglass apparve negli anni quaranta. Il jigger o pony è il nome per un contenitore di metallo utilizzato per misurare o bere una quantità standard di liquore. Le distillerie americane hanno distribuito i bicchieri più sottili per il whisky con delle pubblicità, tra l'inizio del XIX secolo e l'inizio del proibizionismo. Sono decorati con molte immagini divertenti al punto di diventare oggetti da collezionismo.

## Formati
Stati Uniti d'America
Negli Stati Uniti d'America, le misure dello shot glass sono:
- Singolo shot glass ― 1,5 oz ≈ 45 ml[3]
- Doppio shot glass ― 2,0 oz ≈ 60 ml[4]

Italia
In Italia si usa in genere un solo formato:
- Singolo - 50 ml

Regno Unito
Nel Regno Unito, le misure sonulo, invece:
- Singolo ― 30 ml
- Doppio ― 60 ml

Finlandia
In Finlandia, nei ristoranti che servono alcolici, è permesso servire per ogni cliente un cicchetto di massimo 40 ml, essendovi una legge che vieta di servirne di doppi.
- 20 ml
- 40 ml

Germania
In Germania, shot glass è tradotto in tedesco con diversi termini: Schnapsglas, Pinchen, Stamperl, ossia più piccolo.
- Singolo ― 20 ml
- Doppio ― 40 ml

Slovacchia
In Slovacchia, le misure del cicchetto sono:
- Piccolo ― 20 o 25 ml
- Singolo ― 40 o 50 ml (più comune Pol deci (letteralmente Metà decilitro)
- Doppio ― 80 o 100 ml

Sudafrica
In Sudafrica esiste una definizione governativa ufficiale:
- Shot ― 20 ml